# Віллі Болд
Віллі Болд (англ. Willie Bauld, нар. 24 січня 1928, Единбург — пом. 11 березня 1977) — шотландський футболіст, що грав на позиції нападника.
Виступав, зокрема, за клуб «Гартс», а також національну збірну Шотландії.
Дворазовий чемпіон Шотландії. Володар Кубка Шотландії. Триразовий володар Кубка шотландської ліги. 

## Клубна кар'єра
У дорослому футболі дебютував 1946 року виступами за команду клубу «Гартс», кольори якої і захищав протягом усієї своєї кар'єри гравця, що тривала цілих сімнадцять років. У складі «Гарт оф Мідлотіан» був одним з головних бомбардирів команди, маючи середню результативність на рівні 0,63 голу за гру першості. За цей час двічі виборював титул чемпіона Шотландії, тричі ставав найкращим бомбардиром шотландського чемпіонату.
Помер 11 березня 1977 року на 50-му році життя.

## Виступи за збірну
У 1950 році дебютував в офіційних матчах у складі національної збірної Шотландії. Протягом кар'єри у національній команді, яка тривала усього 1 рік, провів у формі головної команди країни 3 матчі, забивши 2 голи.

## Титули і досягнення
- Чемпіон Шотландії (2):

«Гартс»: 1957-1958, 1959-1960
- Володар Кубка Шотландії (1):

«Гартс»: 1955-1956
- Володар Кубка шотландської ліги (3):

«Гартс»: 1954-1955, 1958-1959, 1959-1960